# Chust (Usbekistan)
Chust [tʃust] (usbekisch Chust; russisch Чуст / Tschust) ist eine kreisfreie Stadt und zudem Hauptort des gleichnamigen Bezirkes im usbekischen Teil des Ferghanatales in der Viloyat Namangan.
Die Bevölkerung beträgt laut einer Berechnung für das Jahr 2009 70.183 Einwohner, die Volkszählung 1989 ergab 46.400 Einwohner. Chust liegt etwa 15 km nördlich des Syrdarja an den Südhängen des Tschatkalgebirges.
Der Erhebung Chusts zu einer Stadt erfolgte 1969. Von wirtschaftlicher Bedeutung sind Baumwollentkörnung und Kunsthandwerk; Chust ist ein altes Zentrum der Tjubetejka-Stickerei. Nahe Chust befindet sich eine bronzezeitliche Siedlung.
Chust ist der Geburtsort des Dichters und Erziehers Muhammadsharif Soʻfizoda (1869–1937), der 1913 eine Schule neuer Methode einrichtete. Heute ist ihm in Chust ein Museum gewidmet. Ebenfalls aus Chust stammt der Unternehmer und Oligarch Alischer Burchanowitsch Usmanow.